# Аньеро, Янник
Мель Янни́к Жоэ́ль Аньеро́ (фр. Mel Yannick Joel Agnero; род. 20 марта 2003, Кот-д’Ивуар) — ивуарийский футболист, нападающий клуба «Норшелланн».

## Клубная карьера
Аньеро — воспитанник Академии Право на мечту. В 2021 году Янник подписал контракт с датским клубом «Норшелланн» . 22 октября в матче против «Вайле» он дебютировал в датской Суперлиге.